# Косово (городской округ Шаховская)
Косово — деревня в городском округе Шаховская Московской области.

## Население
| 1859 | 1926 | 2002 | 2006 | 2010 |
| ---- | ---- | ---- | ---- | ---- |
| 144  | ↗212 | ↘10  | ↘7   | ↘5   |

## География
Деревня расположена в южной части округа, у границы с Можайским районом, примерно в 29 км к югу от райцентра Шаховская, на левом берегу реки Иночи, высота центра над уровнем моря 222 м. Ближайшие населённые пункты — деревни Пахомово на западе, Наричино на юго-западе и Петраково на юго-востоке (последние две — Можайского района).
В деревне две улицы — Дачная и Центральная.

## Исторические сведения
В 1769 году Котова — деревня Хованского стана Волоколамского уезда Московской губернии в составе большого владения коллежского советника Владимира Федоровича Шереметева. В деревне 22 двора и 19 душ.
В середине XIX века деревня Косово относилась к 1-му стану Волоколамского уезда Московской губернии и принадлежало подполковнику Федору Иевлевичу Стерлигову. В деревне было 23 двора, крестьян 71 душа мужского пола и 81 душа женского.
В «Списке населённых мест» 1862 года — владельческая деревня 1-го стана Волоколамского уезда Московской губернии по правую сторону Московского тракта, шедшего от границы Зубцовского уезда на город Волоколамск, в 15 верстах от уездного города, при речке Иночи, с 25 дворами и 144 жителями (66 мужчин, 78 женщин).
По данным на 1890 год входила в состав Серединской волости, число душ мужского пола составляло 68 человек.
В 1913 году — 26 дворов и земское училище.
По материалам Всесоюзной переписи населения 1926 года — деревня Пахомского сельсовета, проживало 212 человек (107 мужчин, 105 женщин), насчитывалось 40 хозяйств (39 крестьянских), имелась школа.
С 1929 года — населённый пункт в составе Шаховского района Московской области.
1994—2006 гг. — деревня Дорского сельского округа Шаховского района.
2006—2015 гг. — деревня сельского поселения Серединское Шаховского района.
2015 г. — н. в. — деревня городского округа Шаховская Московской области.